# Acanthodelta fuscosuffusa
Acanthodelta fuscosuffusa là một loài bướm đêm trong họ Noctuidae.